# Vroeggeboorte

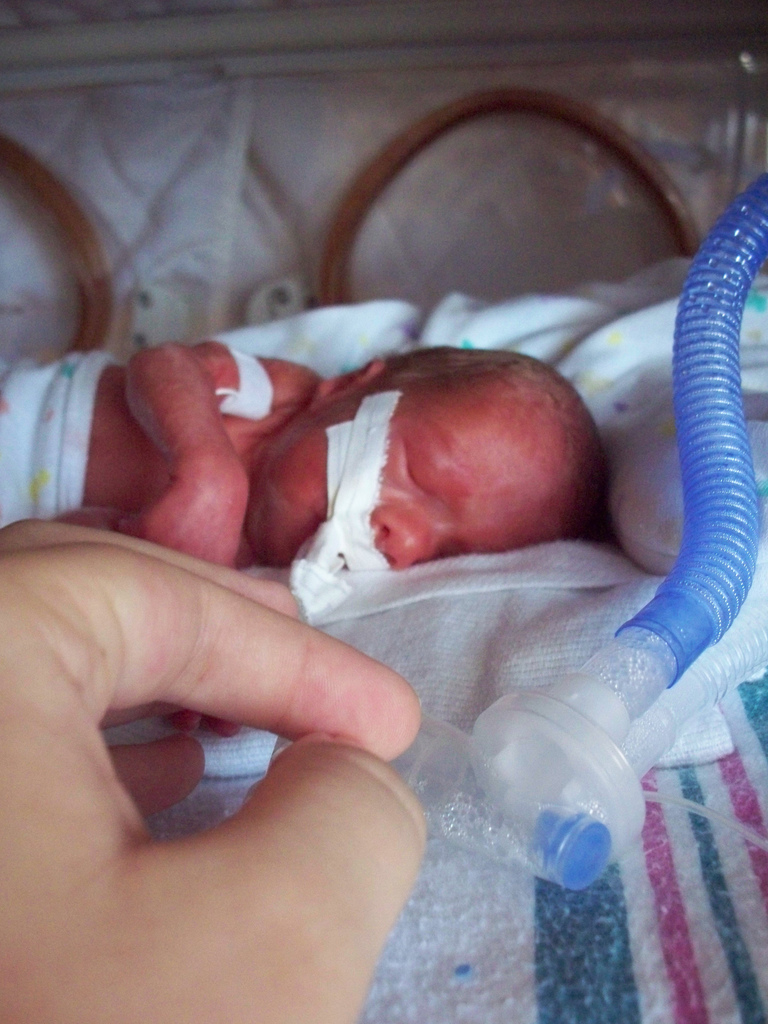
Een te vroeg geboren baby.

Een vroeggeboorte of premature geboorte is een geboorte van een baby bij een zwangerschapsduur van minder dan 37 weken, waar normaal gesproken een zwangerschap 40 weken duurt, gerekend vanaf de eerste dag van de laatste menstruatie. Als de zwangerschap niet de volle 40 weken duurt, is al naargelang het moment van geboorte sprake van een eerdere geboorte, vroeggeboorte, extreme prematuriteit of een miskraam.

## Zwangerschapsduur
Een zwangerschap duurt gemiddeld 40 weken. Wanneer een kind geboren wordt tussen 37 en 42 weken heet dit 'op tijd'. In principe is dan, als er geen andere complicaties zijn, een thuisbevalling mogelijk. Als de baby geboren wordt na een zwangerschap korter dan 37 weken, spreekt men volgens de definitie van de WHO van een vroeggeboorte.
Een vroeggeboorte met een zwangerschapsduur van minder dan of gelijk aan 32 weken wordt extreme prematuriteit genoemd. Wanneer een zwangerschap spontaan voor de 22e zwangerschapsweek eindigt, spreekt men van een miskraam. Afhankelijk van hoeveel te vroeg het kind geboren is moet het kind in een couveuse tot het kind volgroeid is. In Nederland ligt de ondergrens om te trachten een kind in leven te houden op 24/25 weken, afhankelijk van hoe goed het kind 'het doet'. Bij deze zeer jonge kinderen treden echter verhoudingsgewijs veel, ook ernstige, handicaps op, ook als ze het halen. In andere landen wordt weleens getracht nog jongere kinderen in leven te houden.
De grens van levensvatbaarheid daalt door de vooruitgang die geboekt wordt in de neonatologie. De twee jongste kinderen die als prematuren geboren werden, zijn waarschijnlijk James Elgin Gill (geboren op 20 mei 1987 in Ottawa, na 21 weken en 5 dagen zwangerschap) en Amillia Taylor (geboren op 24 oktober 2006 in Miami, na 21 weken en 6 dagen zwangerschap).

## Gewicht
Bij het geboortegewicht worden in het algemeen twee grenswaarden aangehouden. Een geboortegewicht van minder dan 2.500 gram wordt aangeduid als 'laag' en een geboortegewicht tot 1.500 gram wordt 'erg laag' genoemd. Vroeggeboren kinderen kunnen zelfs rond de 400 gram wegen.

## Vaak voorkomende complicaties bij prematuren in de couveusetijd
- Bronchopulmonale dysplasie (BPD);
- Prematurenretinopathie (ROP);
- Necrotiserende enterocolitis (NEC);
- Respiratory Distress Syndrome (RDS);
- Intraventriculaire hemorragie (IVH).

## Medische problemen
Prematuriteit onder de 32 weken kan grote gevolgen hebben in het latere leven van het kind, te denken valt aan:
- lichamelijke handicap;
- verstandelijke handicap;
- ADHD;
- gedragsproblemen;
- spasticiteit;
- gestoorde sensorische integratie en
- leerachterstand.

Er is een kans dat premature baby's een of meer van deze stoornissen ontwikkelt. Het is echter niet zo dat een premature baby zeker een of meer van deze stoornissen ontwikkelt.
Vaak hangt prematuriteit met dysmaturiteit samen. Wanneer een kind voor de 28e week prematuur wordt geboren, met verwacht gewicht en lengte naargelang de zwangerschapsduur, spreekt men van immaturiteit.

## Interventies bij prematuriteit
Moedermelk is de beste enterale voeding voor een prematuur. Toch bevat deze niet voldoende eiwitten, energie en andere voedingsstoffen voor een premature baby. Een grotere hoeveelheid voeding geven zou de groei en neurologische ontwikkeling kunnen bevorderen. Een Cochrane Systematic review van maart 2021 onderzocht of dit hoger volume schadelijk zou kunnen zijn, voedingsintolerantie zou kunnen veroorzaken of andere complicaties zou geven, onder andere door overvulling. In de studie werd standaard bij verrijkte voeding een standaard volume gezien als minder of gelijk aan 180ml/kg/dag. Een verhoogde hoeveelheid was dan meer dan 180ml/kg/dag. Bij kinderen die gevoed werden met niet verrijkte melk was dit minder of gelijk aan 200 ml/kg/dag voor een standaard hoeveelheid en meer dan 200 voor een grote hoeveelheid. Drie studies met in totaal 347 kinderen werden in deze review opgenomen. Grotere hoeveelheden melk aanbieden verbetert waarschijnlijk het gewicht tijdens het verblijf in het ziekenhuis. Conclusies over groei of andere meetuitkomsten kunnen met deze data niet getrokken worden.